# Windows 10版本列表
Windows 10作業系統若不計「N」版、「KN」版以及其他变种，有十二個版本（如计算服务器和游戏机的不自称为Windows 10的版本，则为十六个），它們的功能集和面向的硬體都不盡相同。

## 版本
除了家庭单语言版外，其他被提及的版本都有安裝附加語言包而使用多用戶語言界面的能力，換句話說比如簡體中文版的用戶可以附加維吾爾語語言包，而使用維吾爾語言的語言界面。這個功能早先只能在Windows XP英文專業版、Windows Vista及Windows 7的旗艦版和企業版才有得用。

### 適用於桌上型電腦、筆記型電腦、8英寸以上的平板电脑及工作站版本
Windows 10 家用版
Windows 10 是為個人家用電腦、平板以及平板筆電兩合一裝置所提供。其包含所有面向於消費者的功能，等價於先前Windows 8/8.1的核心版，涵蓋了Windows 7的家庭基礎版和家庭高级版。
Windows 10 
Windows 10 家用單一語言版是预装在電腦上的版本，仅能使用一个语言的Windows 10 家用版变种。它取代了Windows 8/8.1的單一語言版。
Windows 10 家庭中文版
Windows 10 家庭中文版是面向中国大陆市场，仅能使用大陸規範字界面的Windows 10 家用單一語言版变种。它取代了Windows 8/8.1的中文版。
Windows 10 專業版
Windows 10 專業版與Windows 8/8.1專業版相當，涵蓋了Windows 7的專業版和旗艦版，它基於家用版並加入了適用於商業用途的基本功能。
Windows 10 
Windows 10 專業單一語言版並沒有直接發行，但它可以透過Windows 10 家用版、家用單一語言版、專業版、教育版、企業版、工作站專業版以及專業教育版的安裝映像升級而成，它是仅能使用一个语言的Windows 10 專業版变种。
Windows 10 工作站專業版
Windows 10 工作站专业版在专业版基础上提供了一些伺服器级别的特性，如对四路处理器和ReFS檔案系统的支援。初期仅限于预装，后来亦对家用版和专业版使用者开放升级。
Windows 10 企業版
Windows 10 企業版提供了所有Windows 10 專業版的功能，並附加協助IT結構的功能，與Windows 8.1企業版相當。
Windows 10 企業版 LTSC
Windows 10 企業版 LTSC（Long Time Service Channel，長期服務通道）（原名Windows 10 企業版 LTSB（Long Time Service Branch，長期服務分支））每2至3年發佈，與Windows 10 企業版類似，但不能接受功能性更新以及無法使用某些功能（如Microsoft Store，前身為Windows Store），不過會給予公司用戶更多控制更新進程的權力。
Windows 10 教育版
Windows 10 教育版提供了所有Windows 10企業版的功能，並為學校、學院以及大學量身定做。與在Windows 8.1企業版時的做法相似，可以透過微軟學院批次授權獲得。
Windows 10 專業教育版
Windows 10 專業教育版建立在 Windows 10 專業版商業版本的基礎上，提供學校所需的重要管理控制功能。 Windows 10 專業教育版實際上是 Windows 10 專業版的變體，提供教育版特有的預設設定。 這些預設設定會停用提示、技巧與建議，以及 Microsoft Store 建議。

### 適用於智能手机和小型平板电脑版本 -（Mobile）版
Windows 10 行動裝置版
Windows 10 行動裝置版（正體中文版）或移動版（簡體中文版）是為智慧型電話和小尺寸平板電腦設計的。它包含了所有基本消費類功能，包括Continuum能力在內。它是Windows Phone 8.1和Windows RT被分拆后的後續版之一。
Windows 10 行動裝置企業版
Windows 10行動裝置企業版提供了Windows 10行動版的所有功能，但附加了協助IT機構的功能，方式與Windows 8.1企業版類似，但為行動裝置優化。

### 適用於物联网设备和嵌入式设备版本 - 物联网（IoT）版
Windows 10 IoT版专门为小尺寸、低成本设备和物联网（IoT）环境设计。它是Microsoft早期嵌入式操作系统Windows Embedded的一个更名版本。目前已经宣布三个版本：IoT Core（物联网核心版）、IoT Enterprise（物联网企业版）和IoT Mobile Enterprise（物联网移动企业版）。
Windows 10 物聯網核心版
Windows 10 物聯網核心版 是Windows 10作業系統中設計用於小身板（自身代碼佔用存取裝置的空間小）、低成本裝置以及物聯網的場景中。它與Windows Embedded的操作環境相似。

### 用于特殊设备的版本

#### 服务器
与Windows 10, version 1809使用相同代码的服务器系统为Windows Server 2019。其有3个版本（基础版、标准版、数据中心版），每个版本又根据所安装的功能分为3个变种（完整版、核心版、微型核心版）。

#### Xbox游戏机
微软的第八代游戏机Xbox One的系统亦基于Windows 10。

#### Surface Hub
微软的企业用巨型平板电脑Surface Hub，使用的系统为基于Windows 10 专业版的Windows 10 Team版。

#### 智能眼镜
微软的智能眼镜HoloLens使用的系统为基于Windows 10的变种。

### 在特殊地区发行的的版本

#### N和KN版
除了以上的版本外，Windows 10還特別為歐盟、瑞士提供了「N」（不帶媒體播放器）版，以及韓國的「KN」版。這類版本不包含像Windows Media Player或相機這樣的媒體相關功能。家用版、專業版以及企業版都有對應的N版或KN版產品。2004年在歐盟的判決下微軟被要求發布不綁定Windows Media Player的Windows版本，而這個版本被微軟命名為N版。N版與全功能版的售價相同，缺少的功能以「媒體功能包」的形式可以從微軟官網上免費下載。
這些版本缺少以下功能：
- 播放或建立類：
  - 音樂CD回放
  - 數位媒體檔案
  - DVD影片光碟
  - 媒體庫中的數位內容
- 建立播放清單
- 將CD音樂轉成數位檔案
- 查閱數位檔案中作者和標題的信息
- 檢閱音樂檔案中專輯作者
- 將音樂傳入個人音樂播放器
- 錄製回放電視廣播
- Internet Explorer不可回放：
  - 適應流
  - 數位版權管理（DRM）

缺少的這些功能可以透過Groove音樂和電影與電視這兩種應用程式來補足，另外也可安裝第三方軟體或媒體包以開啟媒體檔案。

#### 神州网信政府版
Windows 10神州网信政府版（CMGE），通称“中国政府版”，是为中华人民共和国政府专门定制的一个版本，以达到中国政府对政府机关办公电脑的要求。该版本由微软与中国电子科技集团合资成立的“北京神州网信科技有限责任公司”负责开发及更新维护，更新服务器位于中国境内。该版本移除或者禁用了原版Windows 10中自带的办公类、个人助理类、娱乐生活类应用及基于云的服务，内置了中国政府指定数字证书机关的根证书。
2017年5月23日，微软联合中国电子科技集团公司合組神州网信公司，為了中華人民共和國政府在公家機關和國企領域導入Windows 10，而開出的一系列關於資訊安全的變動條件，需要大幅更動Win10一些函式庫與預設功能的原始碼、運作邏輯，一款大幅特製化名為「Windows 10 神州網信政府版」的系統在神州网信開始進行，基礎基於Win10企業版。中國政府方面也籌立了Win10政府系统审查小组，對成品驗收。
據中国工程院院士沈昌祥2018年的媒體訪問透漏，當時审查小组提出了三個頂層要求：
- 电子证书系统国产化
- 使用中国的商用密码系统
- 使用中国的可信计算技术

在原裝系統中很多第三方软件要经过微软的數位认证才能运行，以及一些訊息會傳回微軟的國外伺服器，此類現象必須全部移除或改寫。然而兩個月後微軟就表示改寫完成已經推出訂做版本，审查小组表示懷疑合作的中国电子科技人員在如此短時間就檢驗了數千萬行程式碼，若是程式碼沒有全部細查過，無法保證微軟聲稱的改寫是否落實。最後审查小组透過技術手段檢驗結論是三個原則都是驗收未通過，需要持續改進至達標。中国工程院院士倪光南曾表示Win10未通过审查，会存在被外國力量监控、劫持、攻击、被禁售、密钥和证书失控、无法打补丁、不支持国产CPU等國安风险，应停止采购和使用。
而2018年起似乎改寫有所進展，神州網信政府版進入中央國家機關政府採購平台目錄，使用者發現一些未涉及機敏性的末端政府電腦已經開始安裝，产品报价2158元人民幣，但暫不開放民間購買與安裝管道。

### 被移除的版本

#### Windows 10 S
2017年5月2日，微软公布Windows 10 S（对应早前泄露的Windows 10 Cloud），这是一个Windows 10的功能限制版本，主要针对教育市场中的低端设备，如同时亮相的Surface Laptop。微软表示Windows 10 S设备将由多家OEM厂商制造，定价自189美元起，而且该操作系统也将提供给具有Windows 10 Pro使用权的学校。Terry Myerson在发布会上解释说，名称中的“S”是为表示这个版本的Windows 10已被简化（Simplicity）和具有安全（Secure）、卓越的表现（Superior performance），并仍然含有Windows 10的“灵魂”（Soul）。
Windows 10 S的软件安装仅限从Windows Store获取的应用程序；设备可以付费升级到Windows 10 Pro以解锁无限制的软件安装。Windows 10 S还包含一个更快的初始设置和登录过程，并允许使用带有Windows Intune for Education平台的USB驱动器来配置设备。所有Windows 10 S设备将包含免费一年的Minecraft Educational Edition订阅。评论家比较了这个版本与Windows RT（一个类似的Windows 8版本，针对ARM架构的设备）。不同于Windows RT，Windows 10 S仍然可以运行桌面应用程序，前提是它已使用Project Centennial工具包打包并在Windows Store上分发。
2018年3月9日，Windows操作系统副总裁Joe Belfiore（乔北峰）通过推特确认，Windows 10 S将从2019年开始不再作为单独的SKU发行，而是转换成Windows10系统下面自带的功能——“S模式”的形式存在。微软预计全新的“S模式”将在Windows 10 家用版、专业版、企业版等版本上整合，同时即将发布的Windows 10 RS4正式版更新也会集成这个功能。

## 升級途徑

### 免費升級
微軟為Windows 7以及Windows 8.1用戶擁有自發布日後一年內免費將其升級至Windows 10的資格，Windows RT和企業版客戶便不在此列。
| 升級前的Windows版本                   | 升級Windows 10後的版本 |
| ------------------------------------- | ---------------------- |
| Windows 7 簡易版                      | 家用版                 |
| Windows 7 家用入門版                  | 家用版                 |
| Windows 7 家用進階版                  | 家用版                 |
| Windows 8                             | 家用版                 |
| Windows 8.1                           | 家用版                 |
| Windows 8.1 with Bing                 | 家用版                 |
| Windows 8 單一語言版                  | 家用單一語言版         |
| Windows 8.1 單一語言版                | 家用單一語言版         |
| Windows 8 中文版                      | 家庭中文版             |
| Windows 8.1 中文版                    | 家庭中文版             |
| Windows 7 專業版                      | 專業版                 |
| Windows 7 旗艦版                      | 專業版                 |
| Windows 8 專業版                      | 專業版                 |
| Windows 8 專業版（含 Media Center）   | 專業版                 |
| Windows 8.1 專業版                    | 專業版                 |
| Windows 8.1 專業版（含 Media Center） | 專業版                 |
| Windows 7 企業版                      | 無法升級               |
| Windows 8 企業版                      | 無法升級               |
| Windows 8.1 企業版                    | 無法升級               |
| Windows RT                            | 無法升級               |
| Windows RT 8.1                        | 無法升級               |

### 付費升級
| 屬性框   | 含義                                                             |
| -------- | ---------------------------------------------------------------- |
| 升級     | 可完整升級，並保留應用程式、設定和資料                           |
| 全新安裝 | 可行，但需透過全新安裝方式，且全部應用程式、設定和資料將無法保留 |
| 需降級   | 可行，但需透過系統降版方式，且部分應用程式、設定和資料將無法保留 |

| 升級前的 Windows | 升級前的 Windows          | 升級 Windows 10 的版本 | 升級 Windows 10 的版本 | 升級 Windows 10 的版本  | 升級 Windows 10 的版本 | 升級 Windows 10 的版本 | 升級 Windows 10 的版本 |
| 系統版本         | SKU版本                   | Windows 10 家用版      | Windows 10 專業版      | Windows 10 工作站專業版 | Windows 10 專業教育版  | Windows 10 企業版      | Windows 10 教育版      |
| ---------------- | ------------------------- | ---------------------- | ---------------------- | ----------------------- | ---------------------- | ---------------------- | ---------------------- |
| Windows 7        | 簡易版                    | 升級                   | 升級                   | 升級                    | 升級                   | 全新安裝               | 升級                   |
| Windows 7        | 基礎家用版                | 升級                   | 升級                   | 升級                    | 升級                   | 全新安裝               | 升級                   |
| Windows 7        | 家用進階版                | 升級                   | 升級                   | 升級                    | 升級                   | 全新安裝               | 升級                   |
| Windows 7        | 專業版                    | 需降級                 | 升級                   | 升級                    | 升級                   | 升級                   | 升級                   |
| Windows 7        | 旗艦版                    | 需降級                 | 升級                   | 升級                    | 升級                   | 升級                   | 升級                   |
| Windows 7        | 企業版                    | 全新安裝               | 全新安裝               | 升級                    | 全新安裝               | 升級                   | 升級                   |
| Windows 8.x      | 核心版                    | 升級                   | 升級                   | 升級                    | 升級                   | 全新安裝               | 升級                   |
| Windows 8.x      | with Bing                 | 升級                   | 升級                   | 升級                    | 升級                   | 全新安裝               | 升級                   |
| Windows 8.x      | 專業版                    | 需降級                 | 升級                   | 升級                    | 升級                   | 升級                   | 升級                   |
| Windows 8.x      | 專業版（含 Media Center） | 需降級                 | 升級                   | 升級                    | 升級                   | 升級                   | 升級                   |
| Windows 8.x      | 企業版                    | 全新安裝               | 全新安裝               | 全新安裝                | 全新安裝               | 升級                   | 升級                   |
| Windows 8.x      | Embedded Industry         | 全新安裝               | 全新安裝               | 全新安裝                | 全新安裝               | 升級                   | 全新安裝               |
| Windows 10       | 家用版                    | 版本相同               | 升級                   | 升級                    | 升級                   | 升級                   | 升級                   |
| Windows 10       | 專業版                    | 需降級                 | 版本相同               | 升級                    | 升級                   | 升級                   | 升級                   |
| Windows 10       | 工作站專業版              | 需降級                 | 需降級                 | 版本相同                | 升級                   | 升級                   | 升級                   |
| Windows 10       | 專業教育版                | 需降級                 | 升級                   | 升級                    | 版本相同               | 全新安裝               | 全新安裝               |
| Windows 10       | 企業版                    | 全新安裝               | 全新安裝               | 全新安裝                | 全新安裝               | 版本相同               | 需降級                 |
| Windows 10       | 教育版                    | 全新安裝               | 全新安裝               | 全新安裝                | 全新安裝               | 升級                   | 版本相同               |

## Windows 10 版本功能比較圖表
| 架構                                              | x86 IA-32 x86-64 ARMv8 ARM64 | x86 IA-32 x86-64 ARMv8 ARM64 | x86 IA-32 x86-64 ARMv8 ARM64 | x86 IA-32 x86-64 ARMv8 ARM64 | x86 IA-32 x86-64 ARMv8 ARM64 | x86 IA-32 x86-64 ARMv8 ARM64                                       | x86 IA-32 x86-64 ARMv7 ARM32 | x86 IA-32 x86-64 ARMv7 ARM32 | x86 IA-32 x86-64 ARMv7 ARM32 ARMv8 ARM64 |   |   |
| 渠道                                              | OEM 零售                     | OEM 零售 批量許可            | 批量許可                     | 批量許可                     | OEM 零售 批量許可            | 批量許可                                                           | OEM                          | 批量許可                     | Windows 開發人員中心                     |   |   |
| N/KN版                                            | 是                           | 是                           | 是                           | 是                           | 是                           | 是                                                                 | 否                           | 否                           | 否                                       |   |   |
| 最大支援RAM                                       | 4GB（32位） 128GB（64位元）  | 4GB（32位） 2TB（64位元）    | 4GB（32位） 2TB（64位元）    | 4GB（32位） 2TB（64位元）    | 4GB（32位） 6TB（64位元）    | 4GB（32位） 6TB（64位元）                                          | ?                            | ?                            | ?                                        |   |   |
| 最大支援CPU插座數量                               | 1                            | 2                            | 2                            | 2                            | 4                            | 4                                                                  | ?                            | ?                            | ?                                        |   |   |
| 最大支援CPU核心數量                               | 64                           | 128                          | 128                          | 128                          | 256                          | 256                                                                | ?                            | ?                            | ?                                        |   |   |
| Continuum                                         | 是                           | 是                           | 是                           | 是                           | 是                           | 是                                                                 | 是                           | 是                           | ?                                        |   |   |
| Cortana^                                          | 是                           | 是                           | 是（預設關閉）               | 是（需更新至1703）           | 是                           | 運行長期服務分支/通道（LTSB/LTSC）更新系統的裝置除外               | 是                           | 是                           | ?                                        |   |   |
| 硬體裝置加密                                      | 是                           | 是                           | 是                           | 是                           | 是                           | 是                                                                 | ?                            | ?                            | ?                                        |   |   |
| Microsoft Edge                                    | 是                           | 是                           | 是                           | 是                           | 是                           | 運行較21H2版本舊之長期服務分支/通道（LTSB/LTSC）更新系統的裝置除外 | 是                           | 是                           | ?                                        |   |   |
| 微軟賬號                                          | 是                           | 是                           | 是                           | 是                           | 是                           | 是                                                                 | 是                           | 是                           | ?                                        |   |   |
| 行動裝置管理                                      | 是                           | 是                           | 是                           | 是                           | 是                           | 是                                                                 | ?                            | ?                            | ?                                        |   |   |
| 商業應用程式旁加載                                | 是                           | 是                           | 是                           | 是                           | 是                           | 是                                                                 | ?                            | ?                            | ?                                        |   |   |
| 虛擬桌面                                          | 是                           | 是                           | 是                           | 是                           | 是                           | 是                                                                 | 否                           | 否                           | ?                                        |   |   |
| Windows Hello^                                    | 是                           | 是                           | 是                           | 是                           | 是                           | 是                                                                 | 是                           | 是                           | ?                                        |   |   |
| ReFS支援                                          | 在更新至1709後無法建立       | 在更新至1709後無法建立       | 在更新至1709後無法建立       | 在更新至1709後無法建立       | 是                           | 是                                                                 | ?                            | ?                            | ?                                        |   |   |
| Assigned Access 8.1                               | 否                           | 是                           | 是                           | 是                           | 是                           | 是                                                                 | 是                           | 是                           | ?                                        | ? | ? |
| BitLocker與EFS                                    | 否                           | 是                           | 是                           | 是                           | 是                           | 是                                                                 | ?                            | ?                            | ?                                        |   |   |
| Business Store                                    | 否                           | 是                           | 是                           | 是                           | 是                           | 是                                                                 | ?                            | ?                            | ?                                        |   |   |
| 當前企業分支（CBB）                               | 否                           | 是                           | 是                           | 是                           | 是                           | 是                                                                 | ?                            | ?                            | ?                                        |   |   |
| 加入域名和群組原則管理                            | 否                           | 是                           | 是                           | 是                           | 是                           | 是                                                                 | 否                           | 否                           | 否                                       |   |   |
| 企業數據保護                                      | 否                           | 是                           | 是                           | 是                           | 是                           | 是                                                                 | ?                            | ?                            | ?                                        |   |   |
| 企業用 Internet Explorer                          | 否                           | 是                           | 是                           | 是                           | 是                           | 是                                                                 | ?                            | ?                            | ?                                        |   |   |
| 受指派的存取權                                    | 否                           | 是                           | 是                           | 是                           | 是                           | 是                                                                 | ?                            | ?                            | ?                                        |   |   |
| 動態佈建                                          | 否                           | 是                           | 是                           | 是                           | 是                           | 是                                                                 | ?                            | ?                            | ?                                        |   |   |
| Hyper-V                                           | 否                           | 僅64位元SKUs                 | 僅64位元SKUs                 | 僅64位元SKUs                 | 僅64位元SKUs                 | 僅64位元SKUs                                                       | ?                            | ?                            | ?                                        |   |   |
| 加入Microsoft Azure 的Active Directory            | 否                           | 是                           | 是                           | 是                           | 是                           | 是                                                                 | ?                            | ?                            | ?                                        |   |   |
| 私人目錄                                          | 否                           | 是                           | 是                           | 是                           | 是                           | 是                                                                 | ?                            | ?                            | ?                                        |   |   |
| 遠端桌面服務                                      | 僅客戶端                     | 是                           | 是                           | 是                           | 是                           | 是                                                                 | ?                            | ?                            | ?                                        |   |   |
| 企業用 Windows Update                             | 否                           | 是                           | 是                           | 是                           | 是                           | 是                                                                 | ?                            | ?                            | ?                                        |   |   |
| Device Guard                                      | 否                           | 是                           | 是                           | 是                           | 是                           | 是                                                                 | 否                           | 否                           | 否                                       |   |   |
| AppLocker                                         | 否                           | 否                           | 否                           | 是                           | 否                           | 是                                                                 | 否                           | 否                           | 否                                       |   |   |
| BranchCache                                       | 否                           | 否                           | 否                           | 是                           | 否                           | 是                                                                 | 否                           | 否                           | 否                                       |   |   |
| Credential Guard （Pass the hash 攻擊的緩解措施） | 否                           | 否                           | 否                           | 是                           | 否                           | 是                                                                 | 否                           | 否                           | 否                                       |   |   |
| DirectAccess                                      | 否                           | 否                           | 否                           | 是                           | 否                           | 是                                                                 | 否                           | 否                           | 否                                       |   |   |
| 由群組原則控制開始畫面                            | 否                           | 否                           | 否                           | 是                           | 否                           | 是                                                                 | 否                           | 否                           | 否                                       |   |   |
| 使用者經驗控制與鎖定                              | 否                           | 否                           | 否                           | 是                           | 否                           | 是                                                                 | 否                           | 否                           | 否                                       |   |   |
| Windows To Go                                     | 否                           | 在2004後停止支援             | 在2004後停止支援             | 在2004後停止支援             | 在2004後停止支援             | 在2004後停止支援                                                   | 否                           | 否                           | 否                                       |   |   |
| 長期服務分支/通道（LTSB/LTSC）                    | 否                           | 否                           | 否                           | 否                           | 否                           | 是                                                                 | 否                           | 否                           | 否                                       |   |   |
| 功能                                              | 家用版                       | 專業版                       | 專業教育版                   | 教育版                       | 工作站專業版                 | 企業版                                                             | 行動版                       | 企业行動版                   | 物聯網核心版                             |   |   |
|                                                   | 桌面版                       | 桌面版                       | 桌面版                       | 桌面版                       | 桌面版                       | 桌面版                                                             | 行動版                       | 行動版                       | 物聯網                                   |   |   |

## 參閱
- Windows 10/Windows 10行動裝置版
- Windows Holographic，計算平台，設計用於擴增實境裝置上。